# Xuân Thành, Yên Thành
Xuân Thành là một xã thuộc huyện Yên Thành, tỉnh Nghệ An, Việt Nam.
Xã Xuân Thành có diện tích 12,46 km², dân số năm 1999 là 7.378 người, mật độ dân số đạt 592 người/km².